# Шурма (село)
Шурма — село в Уржумском районе Кировской области России. Административный центр Шурминского сельского поселения.

## География
Деревня находится в юго-восточной части региона, в зоне хвойно-широколиственных лесов, на правом берегу Вятки, на расстоянии приблизительно 23 километра (по прямой) на юго-восток от города Уржума, административного центра района.

### Климат
Климат характеризуется как континентальный, умеренно холодный. Среднегодовая температура — 1,9 °C. Средняя температура воздуха самого холодного месяца (января) составляет −12,5 °C (абсолютный минимум — −45 °С); самого тёплого месяца (июля) — 18,5 °C (абсолютный максимум — 36 °С). Безморозный период длится в течение 126—131 день. Годовое количество атмосферных осадков — 496—545 мм, из которых 245—275 мм выпадает в период с мая по сентябрь. Снежный покров держится в течение 150 дней.

## История
Первое поселение на данном месте основано в 1485 году. В 1732 г. был открыт медеплавильный завод, позднее выстроено ещё два завода и переделан старый. Все три завода занимались выплавкой железа. Христорождественская каменная церковь была построена в 1885 году. Александро-Невская церковь, деревянная, на горе при реке Шурминке построена в 1886 году. С 1900 года строилась каменная Церковь Рождества Христова. В селе существует община старообрядцев филипповского согласия.

## Население
| 2010 |
| ---- |
| 1195 |

### Историческая численность населения
В 1873 году учтено дворов 165 и жителей 1082, в 1905 74 и 546 в 1926 48 и 135, в 1950 573 и 1657 соответственно, в 1989 1929 жителей.

### Национальный состав
Согласно результатам переписи 2002 года, в национальной структуре населения русские составляли 97 % из 1497 человек.

## Инфраструктура
Основой экономики была металлургия.

## Известные уроженцы, жители
В Шурме поселился и с мая по октябрь 1942 года занимал должность директора районного Дома культуры Бернгард Рудольфович Зельцле (28 ноября 1897, Петербург, Петербургская губерния, Российская империя — 28 октября 1942, Шурма) — советский библиотечный деятель, педагог и специалист в области каталогизации.